# Fools Dance
Fools Dance est un groupe éphémère de punk rock et new wave britannique, originaire d'Horley, dans le comté de Surrey, en Angleterre. Il est formé en 1983 par le bassiste Simon Gallup, après son départ du groupe The Cure. Fools Dance n'enregistrera pas d'album mais deux EP et un single qui ne sortiront qu'après la séparation du groupe qui intervient en 1985 alors que Simon Gallup réintègre The Cure.

## Biographie
Simon Gallup est le bassiste du groupe The Cure entre 1980 et 1982, et depuis 1985. Entre ces deux périodes, il forme le groupe The Cry qui devra changer de nom puisqu'une autre formation s'appelle déjà comme ça. The Cry devient alors Fools Can Dance puis Fools Dance. Au sein du groupe, Gallup retrouve un autre ancien membre de The Cure, le claviériste Matthieu Hartley. La formation est complétée par le guitariste Stuart Curran, le chanteur Ian Huller et Paul Thompson surnommé Tot à la batterie.
Après un concert au Rock Garden en avril 1983, le groupe est réduit à trois personnes, Tot et Ian Huller étant partis. Gary Biddles (ancien roadie de The Cure) fait son arrivée au chant et une boîte à rythmes remplace Tot. Matthieu Hartley quitte à son tour le groupe à l'automne 1983 alors qu'un saxophoniste est recruté en la personne de Ron Howe. Il faut plusieurs mois pour trouver le batteur qui convient au groupe, ce sera Pete Gardner. Mais au tout début de l'année 1985 Simon Gallup accepte la proposition de Robert Smith de réintégrer The Cure, et Fools Dance se disperse. À noter que l'on retrouvera Gary Biddles comme chanteur du groupe éphémère Presence, formé en 1990 par deux autres anciens membres de The Cure, Lol Tolhurst et Michael Dempsey.
Simon Gallup chante sur le titre The Ring figurant sur le maxi They'll Never Know. JJ Burnel, bassiste du groupe The Stranglers, joue sur la chanson They'll Never Know.

## Membres

### Derniers membres
- Gary Biddles - chant
- Simon Gallup - basse (chant sur le titre The Ring)
- Stuart Curran - guitare
- Pete Gardner - batterie, boîte à rythmes
- Ron Howe - saxophone
- Matthieu Hartley - claviers
- Ian Huller - chant
- Tot - batterie

### Membres de studio
- JJ Burnel - basse (sur le titre They'll Never Know[3])
- Campbell McKeller - guitare, claviers (sur le titre They'll Never Know[3])
- Paul Thompson (alias Tot) - batterie (sur le titre They'll Never Know[3])